# Fernando Jiménez Latorre
Fernando Jiménez Latorre (5 de agosto de 1957) es un economista español que desempeñó la función de secretario de Estado de Economía y Apoyo a la Empresa en el Ministerio de Economía y Competitividad desde el 26 de diciembre de 2011 hasta el 29 de agosto de 2014, fecha en que fue nombrado su sucesor, Íñigo Fernández de Mesa.

## Biografía
Es licenciado en Ciencias Económicas y Empresariales por la Universidad Complutense de Madrid, pertenece al Cuerpo de Técnicos Comerciales y Economistas del Estado.
Llegó a ser subdirector adjunto de la dirección general de Política Comercial con países de la OCDE no comunitarios; en 1989 fue nombrado vocal asesor del gabinete del Ministro de Economía y Hacienda, siendo posteriormente Consejero Económico y Comercial en la Representación Permanente de España ante la Unión Europea en Bruselas. A partir de 1998 se convirtió en subdirector general de Política Macroeconómica y Economía Internacional, entre 2000 y 2002 fue subdirector general de Economía Internacional en la Dirección General de Política Económica del Ministerio de Economía. Desde el 2 de agosto de 2002 y hasta mayo de 2004 fue director general de Defensa de la Competencia.
El 23 de diciembre de 2011 fue nombrado secretario de Estado de Economía y Apoyo a la Empresa por el ministro de Economía y Competitividad Luis de Guindos,  funciones de gestión pública que desempeñó hasta finales de agosto de 2014.

## Distinciones honoríficas
- Caballero gran cruz de la Orden de Isabel la Católica (Reino de España, 26/12/2014).[5]